# The Memory of Trees
A The Memory of Trees című album Enya ír zeneszerző és énekesnő 1995-ben megjelent, negyedik stúdióalbuma. Az 1997-es Grammy Gálán megkapta a legjobb New Age-albumnak járó Grammy-díjat. Az album borítójának kompozícióját Maxfield Parrish „A fekete szigetek ifjú királya” (The Young King of the Black Isles) című festménye inspirálta. A festő több műve is néhány Enya-videóklip alapjául szolgált.
Az albumon három instrumentális darab (The Memory of Trees; From Where I Am; Tea-House Moon), egy spanyol nyelvű (La Sonadora), egy latin nyelvű (Pax Deorum), egy ír-gael (Athair Ar Neamh) és öt angol nyelvű dal hallható.

## Számlista
1. The Memory of Trees – 4:18
2. Anywhere Is – 4:00
3. Pax Deorum – 4:58
4. Athair Ar Neamh – 3:39
5. From Where I Am – 2:20
6. China Roses – 4:47
7. Hope Has A Place – 4:44
8. Tea-House Moon – 2:45
9. Once You Had Gold – 3:16
10. La Soñadora – 3:35
11. On My Way Home – 4:35

## Kislemezek
- Anywhere Is (1995)
- On My Way Home (1996)

## Közreműködők
- Enya – vokálok, több hangszer
- Producer: Nicky Ryan
- Hangmérnök és mixelő: Nicky Ryan
- Executive producer: Rob Dickins
- Mérnök: Arun
- Az borítóképet Maxfield Parrish festménye inspirálta
- Ruhatervező: Elizabeth Emanuel
- Az albumfüzet tervezője: Sooky

## Helyezések és minősítések
| Ország             | Legfelső helyezés | Minősítés  | Eladott példányszám |
| ------------------ | ----------------- | ---------- | ------------------- |
| Ausztrália         | 1                 | 4× platina | 280 000             |
| Ausztria           | 3                 | Platina    | 30 000+             |
| Brazília           |                   | Platina    | 250 000+            |
| Egyesült Államok   | 9                 | 3× platina | 3 400 000+ (66 hét) |
| Egyesült Királyság | 5                 | 2× platina | 600 000+            |
| Finnország         | 11                | Arany      | 21 714+             |
| Franciaország      |                   | Arany      | 100 000+            |
| Hollandia          |                   | Platina    | 80 000+             |
| Kanada             |                   | Platina    | 100 000+            |
| Lengyelország      |                   | Arany      | 20 000+             |
| Németország        |                   | Arany      | 100 000+            |
| Norvégia           | 1                 |            |                     |
| Spanyolország      | 1                 |            |                     |
| Svájc              | 3                 |            |                     |
| Svédország         | 1                 | Platina    | 100 000+            |
| Új-Zéland          | 3                 |            |                     |